# Homoneura spinicauda
Homoneura spinicauda är en tvåvingeart som beskrevs av Mitsuhiro Sasakawa och Ikeuchi 1982. Homoneura spinicauda ingår i släktet Homoneura och familjen lövflugor. Inga underarter finns listade i Catalogue of Life.